# Eccellenza Emilia-Romagna 2023-2024
Il campionato italiano di calcio di Eccellenza regionale 2023-2024 è il trentatreesimo organizzato in Italia. Rappresenta il quinto livello del calcio italiano.

## Stagione
Dopo le vicissitudini legate al Covid-19 che hanno caratterizzato gli ultimi tre campionati, quest'anno si torna al format originario di due gironi con diciotto squadre l'uno, per un totale di 36 squadre: le 26 delle 28 rimaste dalla scorsa stagione, per l'unione tra il Castelvetro e la Vignolese che danno vita al Terre di Castelli 1907 e il declassamento in seconda categoria della Modenese, le tre retrocesse dalla Serie D (Bagnolese, Correggese e Salsomaggiore), le quattro promosse dal campionato scorso di Promozione (Fabbrico, Zola Predosa, Massa Lombarda e Gambettola) e le tre ripescate Faro Coop, Montecchio e Reno. Inoltre la fusione tra Piccardo Traversetolo e Brescello ha dato origine al Brescello Piccardo. A seguito del ripescaggio in Serie D del Progresso, il Vis Novafeltria è stato ammesso in Eccellenza E.R. girone B.

### Formula
La novità di quest'anno è l'introduzione dei play-off: la prima classificata di ciascun girone è sempre promossa direttamente alla categoria superiore, mentre per decretare la squadra di ciascun girone che parteciperà agli spareggi nazionali verranno disputati i play-off. Le retrocessioni sono quattro per girone, per un totale di otto squadre: le ultime due retrocedono direttamente, mentre altre due squadre retrocedono dopo i play-out, che si disputeranno in gara unica in casa della squadra meglio classificata che si salva in caso di vittoria o pareggio dopo i tempi supplementari, tra la 13ª e la 16ª classificata e tra la 14ª e la 15ª classificata, se il distacco tra le squadre interessate risulta maggiore o uguale a sette punti, retrocede direttamente la squadra peggio classificata.

## Girone A

### Squadre partecipanti
| Club                  | Città                                | Stadio                                            | Stagione precedente                 |
| --------------------- | ------------------------------------ | ------------------------------------------------- | ----------------------------------- |
| Agazzanese            | Agazzano (PC)                        | Stadio Felice Baldini                             | 2º posto in Eccellenza/A            |
| Bagnolese             | Bagnolo in Piano (RE)                | Stadio Fratelli Campari                           | 19º posto in Serie D/D, retrocessa  |
| Brescello Piccardo    | Brescello (RE)                       | Stadio Giovanni Morelli                           | 9º posto in Eccellenza/A            |
| Cittadella Vis Modena | Modena (San Damaso)                  | Campo "Allegretti" ("A")                          | 3º posto in Eccellenza/A            |
| Colorno               | Colorno (PR)                         | Stadio Comunale                                   | 5º posto in Eccellenza/A            |
| Correggese            | Correggio (RE)                       | Stadio Walter Borelli                             | 16º posto in Serie D/D, retrocessa  |
| Fabbrico              | Fabbrico (RE)                        | Stadio Camillo Soprani                            | 1º posto in Promozione/B, promosso  |
| Faro Coop             | Gaggio Montano (BO)                  | Stadio Vito Romagnoli                             | 2º posto in Promozione/C, ripescato |
| Fidentina             | Fidenza (PR)                         | Stadio Dario Ballotta                             | 10º posto in Eccellenza/A           |
| La Pieve Nonantola    | Nonantola (MO)                       | Stadio Giacomo Vaccari                            | 14º posto in Eccellenza/A           |
| Montecchio            | Montecchio Emilia (RE)               | Stadio Lino Notari                                | 2º posto in Promozione/B, ripescato |
| Nibbiano & Valtidone  | Nibbiano di Alta Val Tidone (PC)     | Stadio Armando Molinari                           | 11º posto in Eccellenza/A           |
| Real Formigine        | Formigine (MO)                       | Stadio Franco Pincelli                            | 6º posto in Eccellenza/A            |
| Rolo                  | Rolo (RE)                            | Campo Comunale ("B")                              | 8º posto in Eccellenza/A            |
| Salsomaggiore         | Salsomaggiore Terme (PR)             | Stadio Clemente Francani                          | 20º posto in Serie D/D, retrocessa  |
| Terre di Castelli     | Castelvetro di Modena e Vignola (MO) | Stadio William Venturelli (Castelvetro di Modena) | 13º posto in Eccellenza/A           |
| Virtus Castelfranco   | Castelfranco Emilia (MO)             | Stadio Fausto Ferrarini                           | 4º posto in Eccellenza/A            |
| Zola Predosa          | Zola Predosa (BO)                    | Stadio Enrico Filippetti (Riale)                  | 1º posto in Promozione/C, promossa  |

### Classifica finale
|  | Pos. | Squadra               | Pt | G  | V  | N  | P  | GF | GS | DR  |
|  | ---- | --------------------- | -- | -- | -- | -- | -- | -- | -- | --- |
|  | 1.   | Cittadella Vis Modena | 81 | 34 | 25 | 6  | 3  | 87 | 24 | +63 |
|  | 2.   | Terre di Castelli     | 72 | 34 | 21 | 9  | 4  | 53 | 22 | +31 |
|  | 3.   | Correggese            | 72 | 34 | 22 | 6  | 6  | 66 | 31 | +35 |
|  | 4.   | Nibbiano & Valtidone  | 65 | 34 | 19 | 8  | 7  | 70 | 38 | +32 |
|  | 5.   | Virtus Castelfranco   | 56 | 34 | 16 | 8  | 10 | 60 | 44 | +16 |
|  | 6.   | Colorno               | 50 | 34 | 13 | 11 | 10 | 47 | 41 | +6  |
|  | 7.   | Brescello Piccardo    | 48 | 34 | 14 | 6  | 14 | 51 | 49 | +2  |
|  | 8.   | Agazzanese            | 46 | 34 | 12 | 10 | 12 | 50 | 57 | -7  |
|  | 9.   | Fabbrico              | 45 | 34 | 11 | 12 | 11 | 53 | 55 | -2  |
|  | 10.  | Real Formigine        | 44 | 34 | 11 | 11 | 12 | 45 | 55 | -10 |
|  | 11.  | Rolo                  | 43 | 34 | 11 | 10 | 13 | 42 | 47 | -5  |
|  | 12.  | Salsomaggiore         | 42 | 34 | 11 | 9  | 14 | 37 | 48 | -11 |
|  | 13.  | Zola Predosa          | 39 | 34 | 11 | 6  | 17 | 41 | 47 | -6  |
|  | 14.  | Montecchio            | 39 | 34 | 11 | 6  | 17 | 30 | 43 | -13 |
|  | 15.  | Fidentina             | 36 | 34 | 10 | 6  | 18 | 37 | 53 | -16 |
|  | 16.  | La Pieve Nonantola    | 33 | 34 | 8  | 9  | 17 | 28 | 52 | -24 |
|  | 17.  | Faro Coop             | 28 | 34 | 7  | 7  | 20 | 34 | 69 | -35 |
|  | 18.  | Bagnolese             | 8  | 34 | 2  | 2  | 30 | 21 | 77 | -56 |

Legenda:
       Promosso in Serie D 2024-2025.
       ammesso agli spareggi nazionali.
 ammesso ai  play-off o ai play-out.
       Retrocesso in Promozione 2024-2025.
Regolamento:
Tre punti a vittoria, uno a pareggio, zero a sconfitta.
In caso di arrivo di due o più squadre a pari punti, la graduatoria verrà stilata secondo la classifica avulsa tra le squadre interessate che prevede, in ordine, i seguenti criteri:
- Punti negli scontri diretti.
- Differenza reti negli scontri diretti.
- Differenza reti generale.
- Reti realizzate in generale.
- Sorteggio.

### Risultati

#### Tabellone
|                        | Aga  | Bag  | Bre  | Cit  | Col  | Cor  | Fab  | Far  | Fid  | LPN  | Mon  | Nib  | RFo  | Rol  | Sal  | TdC  | VCa  | ZPr    |
| ---------------------- | ---- | ---- | ---- | ---- | ---- | ---- | ---- | ---- | ---- | ---- | ---- | ---- | ---- | ---- | ---- | ---- | ---- | ------ |
| Agazzanese             | –––– | 1-0  | 1-0  | 0-3  | 2-2  | 1-2  | 1-1  | 2-1  | 3-0  | 1-1  | 1-1  | 1-1  | 0-0  | 2-2  | 0-1  | 0-0  | 1-3  | 2-0    |
| Bagnolese              | 1-4  | –––– | 0-2  | 3-4  | 1-0  | 0-1  | 1-2  | 0-0  | 1-2  | 1-2  | 1-0  | 0-2  | 0-2  | 0-1  | 1-2  | 1-3  | 0-1  | 0-2    |
| Brescello Piccardo     | 3-1  | 3-0  | –––– | 2-3  | 2-0  | 1-0  | 4-1  | 3-0  | 0-1  | 1-1  | 0-2  | 1-5  | 0-0  | 2-1  | 1-2  | 0-2  | 1-0  | 2-1    |
| Cittadella Vis Modena  | 4-0  | 3-0  | 4-0  | –––– | 2-2  | 2-1  | 1-1  | 5-1  | 2-0  | 5-0  | 1-1  | 2-0  | 6-1  | 4-0  | 2-1  | 0-1  | 1-0  | 3-0    |
| Colorno                | 6-2  | 1-0  | 2-1  | 1-3  | –––– | 1-3  | 1-1  | 1-1  | 2-1  | 0-0  | 0-1  | 1-3  | 3-1  | 2-1  | 0-0  | 1-2  | 0-0  | 0-3    |
| Correggese             | 3-0  | 2-0  | 4-2  | 2-1  | 3-2  | –––– | 2-2  | 5-0  | 3-1  | 3-0  | 1-0  | 2-1  | 5-1  | 0-0  | 2-2  | 0-0  | 2-0  | 1-0    |
| Fabbrico               | 2-4  | 6-1  | 0-0  | 2-2  | 1-1  | 1-1  | –––– | 3-1  | 0-2  | 5-1  | 1-2  | 1-3  | 1-1  | 1-1  | 0-0  | 2-3  | 1-6  | 2-1    |
| Faro Coop              | 2-3  | 3-0  | 2-1  | 0-2  | 0-2  | 1-1  | 0-2  | –––– | 1-1  | 2-0  | 0-1  | 0-4  | 3-3  | 1-3  | 2-1  | 0-1  | 1-1  | 3-2    |
| Fidentina              | 1-3  | 2-2  | 2-2  | 0-1  | 0-0  | 1-4  | 4-0  | 3-0  | –––– | 0-1  | 1-2  | 0-1  | 1-0  | 2-0  | 3-1  | 0-2  | 0-3  | 0-1    |
| La Pieve Nonantola     | 4-1  | 2-0  | 2-3  | 0-3  | 2-3  | 1-3  | 0-2  | 2-1  | 0-1  | –––– | 2-1  | 0-1  | 1-2  | 1-0  | 0-0  | 0-0  | 0-0  | 0-2    |
| Montecchio             | 3-1  | 2-1  | 0-2  | 0-3  | 0-1  | 0-2  | 0-1  | 2-1  | 0-2  | 3-0  | –––– | 0-4  | 1-0  | 0-1  | 0-0  | 0-1  | 1-2  | 1-1    |
| Nibbiano & Valtidone   | 2-0  | 4-2  | 2-2  | 2-3  | 1-1  | 0-1  | 3-2  | 2-0  | 2-2  | 0-0  | 1-2  | –––– | 1-2  | 3-2  | 3-0  | 1-1  | 3-3  | 2-2    |
| Real Formigine         | 0-3  | 2-1  | 3-2  | 1-3  | 0-0  | 5-3  | 2-0  | 3-4  | 2-0  | 1-0  | 1-1  | 1-2  | –––– | 1-3  | 0-1  | 2-0  | 2-0  | 1-0    |
| Rolo                   | 1-1  | 3-1  | 2-2  | 1-0  | 2-1  | 0-2  | 0-1  | 2-0  | 2-2  | 0-0  | 1-0  | 0-1  | 1-1  | –––– | 1-0  | 1-2  | 1-1  | 1-2    |
| Salsomaggiore Terme    | 2-2  | 3-0  | 0-2  | 0-5  | 1-5  | 0-2  | 2-2  | 2-0  | 3-0  | 2-0  | 4-1  | 0-4  | 1-1  | 3-3  | –––– | 1-0  | 1-3  | 1-0    |
| Terre di Castelli 1907 | 4-2  | 4-0  | 1-0  | 0-0  | 0-1  | 1-0  | 1-3  | 5-0  | 2-1  | 3-2  | 1-0  | 4-0  | 2-2  | 3-0  | 1-0  | –––– | 1-1  | 1-0    |
| Virtus Castelfranco    | 0-2  | 3-2  | 1-4  | 1-1  | 1-3  | 3-0  | 3-2  | 1-1  | 5-1  | 1-2  | 3-1  | 0-2  | 3-0  | 2-3  | 1-0  | 2-0  | –––– | 2-1    |
| Zola Predosa           | 1-2  | 3-0  | 3-0  | 0-3  | 0-1  | 1-0  | 0-1  | 0-2  | 2-0  | 1-1  | 1-1  | 0-4  | 3-3  | 3-2  | 1-0  | 1-1  | 3-4  | ––––\| |

### Spareggi

#### Play-off
|  | Semifinali | Semifinali        | Semifinali |            |                   | Finale | Finale | Finale |  |
|  |            |                   |            |            |                   |        |        |        |  |
|  | 2          | Terre di Castelli |            |            |                   |        |        |        |  |
|  | 2          | Terre di Castelli |            |            |                   |        |        |        |  |
|  | 5          | [ 10 ]            |            |            |                   |        |        |        |  |
|  | 5          | [ 10 ]            |            | 2          | Terre di Castelli | 3      |        |        |  |
|  |            |                   |            | 2          | Terre di Castelli | 3      |        |        |  |
|  |            |                   | 3          | Correggese | 2                 |        |        |        |  |
|  | 3          | Correggese        | 3          | Correggese | 2                 |        |        |        |  |
|  | 3          | Correggese        |            |            |                   |        |        |        |  |
|  | 4          | [ 10 ]            |            |            |                   |        |        |        |  |

##### Finale
|                   | Risultato |            | Luogo, data e ora                                |
| ----------------- | --------- | ---------- | ------------------------------------------------ |
| Terre di Castelli | 3-2       | Correggese | Castelvetro di Modena, 12 maggio 2024, ore 16,30 |
|                   |           |            |                                                  |

#### Play-out
|              | Risultati |                    | Luogo, data e ora                           |
| ------------ | --------- | ------------------ | ------------------------------------------- |
| Zola Predosa | 1-0 (dts) | La Pieve Nonantola | Riale, 5 maggio 2024, ore 16,30             |
| Montecchio   | 0-1       | Fidentina          | Montecchio Emilia, 5 maggio 2024, ore 16,30 |
|              |           |                    |                                             |

## Girone B

### Squadre partecipanti
| Club                  | Città                                | Stadio                                       | Stagione precedente                 |
| --------------------- | ------------------------------------ | -------------------------------------------- | ----------------------------------- |
| Bentivoglio           | Bentivoglio (BO)                     | Stadio Comunale (Argelato)                   | 9º posto in Eccellenza/B            |
| Castenaso             | Castenaso (BO)                       | Centro Sportivo Biavati (Bologna Corticella) | 11º posto in Eccellenza/B           |
| Diegaro               | Cesena (Diegaro)                     | Canapino Arena                               | 8º posto in Eccellenza/B            |
| Futball Cava Ronco    | Forlì                                | Antistadio Tullo Morgagni                    | 10º posto in Eccellenza/B           |
| Gambettola            | Gambettola (FC)                      | Stadio Comunale                              | 1º posto in Promozione/E, promosso  |
| Granamica             | Granarolo dell'Emilia (BO)           | Stadio Luciano Bonarelli                     | 7º posto in Eccellenza/B            |
| Masi Torello Voghiera | Masi Torello e Voghiera (FE)         | Stadio Benito Villani (Masi Torello)         | 14º posto in Eccellenza/B           |
| Massa Lombarda        | Massa Lombarda (RA)                  | Stadio Comunale Dini-Salvalai                | 1º posto in Promozione/D, promosso  |
| Medicina Fossatone    | Medicina (BO)                        | Stadio Enghel Bambi                          | 5º posto in Eccellenza/B            |
| Pietracuta            | Pietracuta di San Leo (RN)           | Stadio Claudio Bindi                         | 13º posto in Eccellenza/B           |
| Reno                  | Sant'Alberto di Ravenna              | Stadio Comunale Nostini                      | 4º posto in Promozione/D, ripescato |
| Russi                 | Russi (RA)                           | Stadio Bruno Bucci                           | 3º posto in Eccellenza/B            |
| Sant'Agostino         | Sant'Agostino di Terre del Reno (FE) | Centro Sportivo Caselli                      | 15º posto in Eccellenza/B           |
| Sanpaimola            | San Patrizio di Conselice (RA)       | Stadio Comunale Buscaroli (Conselice)        | 4º posto in Eccellenza/B            |
| Sasso Marconi         | Sasso Marconi (BO)                   | Stadio Giacomo Carbonchi                     | 12º posto in Eccellenza/A           |
| Savignanese           | Savignano sul Rubicone (FC)          | Stadio Giuseppe Capanni                      | 6º posto in Eccellenza/B            |
| Tropical Coriano      | Coriano (RN)                         | Stadio Daniele Grandi                        | 12º posto in Eccellenza/B           |
| Vis Novafeltria       | Novafeltria (RN)                     | Stadio Comunale (Secchiano Marecchia)        | 3º posto in Promozione/E, ripescata |

### Classifica finale
|  | Pos. | Squadra               | Pt | G  | V  | N  | P  | GF | GS | DR  |
|  | ---- | --------------------- | -- | -- | -- | -- | -- | -- | -- | --- |
|  | 1.   | Sasso Marconi         | 77 | 34 | 23 | 8  | 3  | 63 | 21 | +42 |
|  | 2.   | Granamica             | 71 | 34 | 21 | 8  | 5  | 52 | 27 | +25 |
|  | 3.   | Pietracuta            | 62 | 34 | 18 | 8  | 8  | 46 | 30 | +16 |
|  | 4.   | Gambettola            | 58 | 34 | 16 | 10 | 8  | 46 | 25 | +21 |
|  | 5.   | Tropical Coriano      | 54 | 34 | 14 | 12 | 8  | 36 | 29 | +7  |
|  | 6.   | Medicina Fossatone    | 53 | 34 | 15 | 8  | 11 | 49 | 34 | +15 |
|  | 7.   | Reno                  | 50 | 34 | 14 | 8  | 12 | 50 | 39 | +11 |
|  | 8.   | Castenaso             | 49 | 34 | 13 | 10 | 11 | 43 | 31 | +12 |
|  | 9.   | Massa Lombarda        | 46 | 34 | 12 | 10 | 12 | 33 | 38 | -5  |
|  | 10.  | Russi                 | 45 | 34 | 12 | 9  | 13 | 35 | 33 | +2  |
|  | 11.  | Futball Cava Ronco    | 45 | 34 | 12 | 9  | 13 | 45 | 44 | +1  |
|  | 12.  | Sant'Agostino         | 43 | 34 | 10 | 13 | 11 | 33 | 41 | -8  |
|  | 13.  | Sanpaimola            | 43 | 34 | 12 | 7  | 15 | 33 | 49 | -16 |
|  | 14.  | Vis Novafeltria       | 34 | 34 | 10 | 4  | 20 | 35 | 50 | -15 |
|  | 15.  | Masi Torello Voghiera | 34 | 34 | 8  | 10 | 16 | 40 | 48 | -8  |
|  | 16.  | Diegaro               | 33 | 34 | 8  | 9  | 17 | 23 | 52 | -29 |
|  | 17.  | Savignanese           | 26 | 34 | 5  | 11 | 18 | 26 | 53 | -27 |
|  | 18.  | Bentivoglio           | 16 | 34 | 4  | 4  | 26 | 24 | 68 | -44 |

Legenda:
       Promosso in Serie D 2024-2025.
       ammesso agli spareggi nazionali.
 ammesso ai play-off o ai play-out.
       Retrocesso in Promozione 2024-2025.
Regolamento:
Tre punti a vittoria, uno a pareggio, zero a sconfitta.
In caso di arrivo di due o più squadre a pari punti, la graduatoria verrà stilata secondo la classifica avulsa tra le squadre interessate che prevede, in ordine, i seguenti criteri:
- Punti negli scontri diretti.
- Differenza reti negli scontri diretti.
- Differenza reti generale.
- Reti realizzate in generale.
- Sorteggio.

### Risultati

#### Tabellone
|                       | Ben  | Cas  | Die  | FCR  | Gam  | Gra  | MTV  | MLo  | Med  | Pie  | Ren  | Rus  | SAg  | San  | SMa  | Sav  | TCo  | VNo    |
| --------------------- | ---- | ---- | ---- | ---- | ---- | ---- | ---- | ---- | ---- | ---- | ---- | ---- | ---- | ---- | ---- | ---- | ---- | ------ |
| Bentivoglio           | –––– | 3-2  | 1-2  | 1-4  | 1-2  | 0-3  | 0-1  | 3-0  | 0-2  | 0-4  | 0-1  | 0-0  | 0-1  | 1-2  | 1-2  | 0-1  | 0-1  | 1-4    |
| Castenaso             | 0-0  | –––– | 1-1  | 3-2  | 2-0  | 0-1  | 1-3  | 2-2  | 1-0  | 1-1  | 1-0  | 0-1  | 4-0  | 2-3  | 1-0  | 3-1  | 4-0  | 1-0    |
| Diegaro               | 0-1  | 0-3  | –––– | 0-1  | 1-1  | 1-3  | 0-3  | 1-0  | 0-2  | 1-2  | 1-1  | 1-1  | 2-2  | 0-2  | 1-0  | 2-0  | 0-4  | 2-0    |
| Futball Cava Ronco    | 2-2  | 2-2  | 2-0  | –––– | 0-1  | 1-2  | 2-1  | 1-2  | 0-2  | 1-0  | 2-1  | 1-1  | 2-1  | 4-0  | 0-1  | 1-0  | 1-1  | 2-1    |
| Gambettola            | 1-0  | 1-1  | 0-0  | 1-0  | –––– | 0-0  | 1-1  | 4-0  | 1-2  | 1-1  | 1-2  | 0-1  | 0-1  | 4-0  | 2-1  | 4-1  | 2-1  | 2-0    |
| Granamica             | 3-1  | 1-0  | 1-0  | 0-0  | 0-3  | –––– | 2-1  | 2-1  | 0-1  | 2-3  | 3-0  | 2-1  | 3-0  | 1-0  | 1-1  | 1-1  | 1-1  | 0-3    |
| Masi Torello Voghiera | 3-0  | 1-1  | 0-1  | 0-0  | 1-1  | 1-2  | –––– | 0-2  | 2-1  | 0-2  | 2-0  | 1-0  | 0-1  | 2-3  | 2-2  | 2-0  | 2-3  | 1-2    |
| Massa Lombarda        | 3-0  | 1-0  | 2-0  | 1-1  | 0-0  | 0-2  | 1-0  | –––– | 0-0  | 1-3  | 1-0  | 0-2  | 3-0  | 2-0  | 1-1  | 1-0  | 0-2  | 0-3    |
| Medicina Fossatone    | 4-0  | 1-0  | 4-0  | 2-0  | 2-2  | 2-6  | 4-0  | 2-2  | –––– | 0-2  | 2-2  | 0-2  | 1-0  | 1-1  | 0-2  | 1-0  | 1-1  | 0-0    |
| Pietracuta            | 4-2  | 1-0  | 3-0  | 3-2  | 0-0  | 0-0  | 1-1  | 1-0  | 1-1  | –––– | 1-1  | 2-1  | 3-0  | 0-1  | 0-2  | 1-0  | 0-1  | 3-0    |
| Reno                  | 1-0  | 0-0  | 4-2  | 2-2  | 2-1  | 1-2  | 1-1  | 1-2  | 2-1  | 6-0  | –––– | 2-0  | 4-1  | 3-0  | 0-1  | 2-1  | 0-2  | 3-1    |
| Russi                 | 5-0  | 1-2  | 0-0  | 2-1  | 0-2  | 0-2  | 0-1  | 1-0  | 2-1  | 0-1  | 1-0  | –––– | 1-0  | 0-1  | 0-3  | 3-0  | 1-1  | 2-1    |
| Sant’Agostino         | 3-1  | 0-0  | 0-0  | 0-1  | 3-0  | 1-1  | 1-1  | 0-1  | 2-1  | 2-0  | 1-1  | 2-2  | –––– | 2-1  | 1-1  | 1-0  | 0-0  | 3-0    |
| Sanpaimola            | 2-1  | 1-0  | 0-2  | 2-1  | 0-1  | 1-0  | 2-1  | 0-0  | 0-1  | 0-1  | 1-1  | 0-0  | 1-1  | –––– | 1-1  | 2-1  | 2-3  | 0-1    |
| Sasso Marconi         | 2-1  | 1-0  | 4-0  | 3-1  | 1-0  | 0-0  | 5-2  | 3-1  | 1-0  | 0-0  | 2-0  | 2-1  | 3-0  | 3-1  | –––– | 4-0  | 1-0  | 2-0    |
| Savignanese           | 1-1  | 1-2  | 1-1  | 2-2  | 0-1  | 1-2  | 1-1  | 1-1  | 0-4  | 1-0  | 1-3  | 0-0  | 2-2  | 2-2  | 2-2  | –––– | 2-1  | 1-0    |
| Tropical Coriano      | 2-0  | 1-1  | 0-0  | 3-1  | 0-3  | 0-1  | 1-0  | 1-1  | 0-0  | 1-1  | 1-0  | 0-0  | 1-1  | 1-0  | 0-2  | 0-1  | –––– | 1-0    |
| Vis Novafeltria       | 0-2  | 0-2  | 3-0  | 1-2  | 0-3  | 1-2  | 2-1  | 1-1  | 1-3  | 1-0  | 1-3  | 2-1  | 0-0  | 5-1  | 1-4  | 0-0  | 0-1  | ––––\| |

### Spareggi

#### Play-off
|  | Semifinali | Semifinali | Semifinali |            |           | Finale | Finale | Finale |  |
|  |            |            |            |            |           |        |        |        |  |
|  | 2          | Granamica  |            |            |           |        |        |        |  |
|  | 2          | Granamica  |            |            |           |        |        |        |  |
|  | 5          | [ 10 ]     |            |            |           |        |        |        |  |
|  | 5          | [ 10 ]     |            | 2          | Granamica | 4      |        |        |  |
|  |            |            |            | 2          | Granamica | 4      |        |        |  |
|  |            |            | 3          | Pietracuta | 0         |        |        |        |  |
|  | 3          | Pietracuta | 3          | Pietracuta | 0         | 2      |        |        |  |
|  | 3          | Pietracuta |            |            |           |        |        |        |  |
|  | 4          | Gambettola | 0          |            |           |        |        |        |  |

##### Semifinale
|            | Risultato |            | Luogo, data e ora                    |
| ---------- | --------- | ---------- | ------------------------------------ |
| Pietracuta | 2-0       | Gambettola | Pietracuta, 5 maggio 2024, ore 16,30 |
|            |           |            |                                      |

##### Finale
|           | Risultato |            | Luogo, data e ora                                |
| --------- | --------- | ---------- | ------------------------------------------------ |
| Granamica | 4-0       | Pietracuta | Granarolo dell'Emilia, 12 maggio 2024, ore 16,30 |
|           |           |            |                                                  |

#### Play-out
|                 | Risultato |                       | Luogo, data e ora                             |
| --------------- | --------- | --------------------- | --------------------------------------------- |
| Vis Novafeltria | 4-1       | Masi Torello Voghiera | Secchiano Marecchia, 5 maggio 2024, ore 16,30 |
|                 |           |                       |                                               |